# 曾俊華2017年香港行政長官選舉活動
曾俊華是香港前財政司司長，於2017年1月19日宣布參與2017年香港特別行政區行政長官選舉。
|                  | 信任、團結、希望 |
| ——曾俊華競選口號 |                  |

## 宣布成為參選人

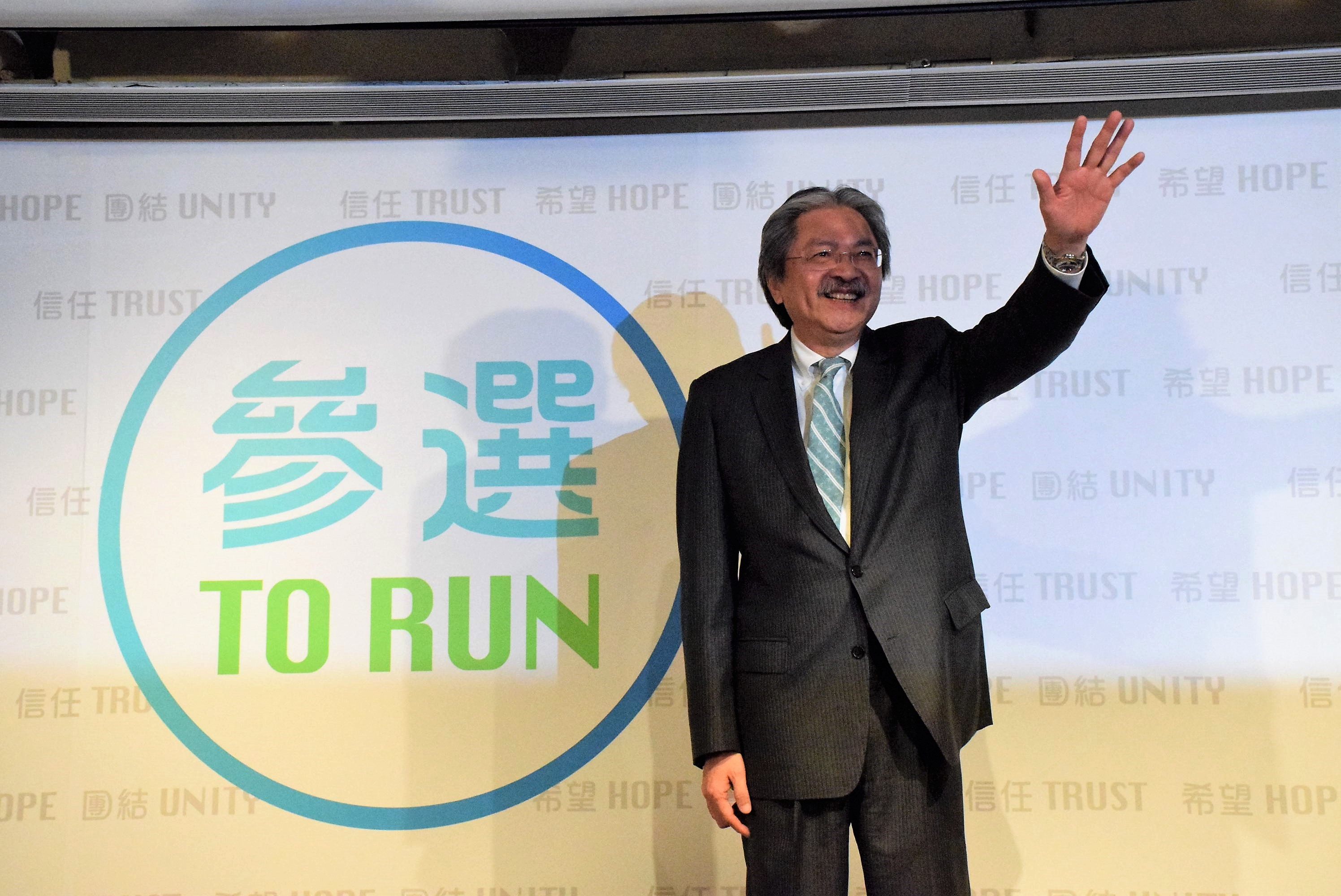
曾俊華宣布參選

2016年12月12日，時任財政司司長曾俊華向行政長官梁振英辭職，此舉被視作他準備參與這次選舉的痕跡。他在同日黃昏在政府總部西翼大堂會見傳媒，並在記者會中指出參選是嚴肅的事，未來將會詳細考慮參選的問題，由於自己仍然是財政司司長身份，不能講得太多，暗示其參選的意向。
2017年1月16日，國務院批准林鄭月娥辭去政務司司長職務，同時亦批准申請辭職超過一個月的曾俊華辭去財政司司長職務。同日，林鄭月娥搶先宣布參選。
2017年1月19日下午，曾俊華在中環冠君大厦召開記者招待會，正式宣佈參選特首。其宣布參選之場地的背景飾版清楚地寫著「參選 TO RUN」，標誌著他成為特首選舉中的第四位參選人。

## 政綱

### 政制方面
他未有提及在人大831框架外重啟政改，僅稱下一屆特區政府必須以最大的決心和勇氣，重新啟動修改行政長官產生辦法的程序，爭取早日實現「雙普選」，又謂追求求同存異、凝聚共識，並如實向中央政府反映香港各界意見，為通過政改創造有利條件。
至於會否為《基本法》第23條立法，他認為香港政府必須履行有關憲制責任，他會汲取2003年立法不成功的經驗，盡力推行23條立法，完成一項維護香港和國家安全，並為港人接受的法例。他提出，立法會經過經過充分的公眾諮詢、消除合理疑慮，並可按「先易後難」的原則分階段進行，首先處理較少引起爭議的問題。
曾俊華的政綱亦提到會調整了政府的架構調整，把規劃、土地及房屋政策納入同一政策局，而運輸及工務政策將會由一個政策局統一處理。他又提出增設文化體育局，重設教育署署長職位 （屬首長薪級表第六級）。此外，他的政綱亦提到，將會把《防止賄賂條例》第3及第8條擴大適用範圍至行政長官，與現屆政府的取態有所不同。

### 地政方面
他表示會落實東大嶼都會的發展，不影響郊野公園，亦不會觸及海洋生態敏感地帶，同時他亦會落實新東北發展，保留小市鎮風貌。他表示，會於新界北建立未來的新市鎮，容納20萬至30萬人口。他亦提到會檢討棕地政策，將棕地上低密度且低效的用途搬遷到新建的多層設施，令土地資源得以更有效運用，將新界的棕地拓展成新的土地供應來源。
在公營房屋方面，他提出會增建公屋及加快重建高齡公屋屋邨，目標是為全港6成市民提供公屋作居所。他亦承諾會增加居屋供應，放寬申請資格，增加白表比例，檢討居居定價政策，協助「夾心階層」上車。他又表示，會檢討現行丁屋政策，與鄉議局商討如何更靈活處理丁屋問題，包括研究興建丁屋／居屋混合發展成多層大廈或屋苑。

### 經濟方面
他提出多元經濟概念，會推廣人民幣作儲備和結算貨幣，並發展高端物流業。他亦承諾會結合政府、業界、大學資源，推廣創新和應用科技，並會成立中小企雲端技術支援服務中心。此外，他更會擴大政府公開數據資料，優化數據資料庫共享平台。在稅制方面，他表示會研究引入累進式利得稅和負入息稅制度，以減輕中小微企的稅務負擔，而收入低過某一水平的市民則無用繳稅，還可以獲得政府補助。

### 教育方面
他提出取消全港性系統評估，並研究推行一套不記名的評估機制，在全港學校隨機抽取部分學生參與，消除學校及家長操練誘因。他亦承諾會持續增加中、小學學位教師的比例，逐步消除學位教師、文憑教師之間，同等學歷但同工不同酬的不公平現象。此外，他表示亦會檢討行政長官作為大學當然校監的處理手法。

### 勞工權益方面
退休保障方面，他提出設立有資產審查機制的保障制度。在強積金「對沖」爭議上，曾俊華表示會積極研究設立種子基金，讓僱主每月為每名僱員作額外供款，例如為每名僱員每月額外供款100元至200元，而日後「對沖」所需的款額將由這種子基金支付。至於標準工時方面，他提出盡量促成勞資雙方達成共識，以訂定持平的工時政策，不過有關政策不會一刀切的方法處理，反而會以合約為本，透過勞資諮詢由政府訂下合約基本條款。

## 競選活動的發展

### 宣布參選這次選舉
2017年1月19日下午，曾俊華在中環冠君大厦召開記者招待會，正式宣佈參選特首。在記者會上，他以「不想香港人再移民」為主題，發表了近20分鐘的參選宣言。內容從自己移民美國的經歷，到批評提倡港獨人士「是非不分」，希望修復社會，最後稱自己優點在於願意聆聽意見。不過，他在發表宣言時並未提到太多實際政策內容，只是短短提到幾個大方向。在記者會上，他的競選口號及標誌亦同時公開。曾俊華以「信任、希望、團結」作為競選主調，他在參選演說中稱這3個關鍵詞是他參選的三大信念，認為香港社會最急切就是要「建立信任、團結社會、重燃希望」。
此外，在記者會上不少細節亦引起傳媒注意。其競選標誌以藍色和綠色為主調，在漸變藍色圓圈內畫有2座青山，圓形的設計代表團結，兩座山分別代表獅子山和太平山。但這個標誌與曾俊華著名的鬍鬚形狀相似，並引起不少注目。他的競選團隊亦全部以綠色領帶及絲巾作為主調，明顯是回應在2016年末一度流行的中央向潛在候選人「開紅綠燈」之說法。在記者會上，他攜帶的智能電話亦使用了由網民二次創作、以品客薯片標誌為藍本，將標誌的人頭改為曾俊華頭像的電話殼，亦引起不少網民注目。
而其競爭者對其參選亦有不同的回應。林鄭月娥表示，歡迎曾俊華出選，讓選舉情況更明朗化。她希望今次選舉是君子之爭，自己的競選團隊亦會繼續努力。胡國興則認為曾俊華在政改的立場太軟弱，直指曾太「hea」，尤其在政改立場太軟弱，有負市民所託，未能回應社會對普選的強烈訴求。另外，葉劉淑儀對曾俊華參選表示歡迎，強調歡迎有競爭的選舉，「期望各參選人透過向社會闡釋政綱及施政理念，讓香港有公平、公開、公正的行政長官選舉」。
同日，工業界（第一）選委田北俊宣布支持他參選，他認為曾俊華「同泛民有計傾」，民望又最高，認為最能促進香港和諧，因此提名他參選特首，成為首個公開表達提名意向的選委。

### 獲得演藝界人士支持
過去的特首選舉，各候選人皆爭相尋找在政界中擁有高地位的人士為他們站台，增加他們的聲勢。然而，曾俊華採取平實的策略，先後找來森美及陳慧珊為他站台。2017年1月23日，曾俊華發布森美支持他的影片。在影片中，作為曾俊華同校師弟的他對曾俊華讚不絕口，並指他是學校「唯一一個教練唔會鬧學生，又唔會喝學生，好溫文爾雅。」同年2月20日，他更找來曾拍攝《衝上雲霄》、《妙手仁心》等熱門劇集的陳慧珊為他站台。陳慧珊憶述，兩人早於70年代於美國波士頓認識，她一直視曾俊華為大哥哥，並透露其幽默、平易近人的性格。

### 發起競選眾籌計劃
曾俊華於2017年2月3日於FringeBacker發起競選眾籌計劃，祈盼香港人與他「拍住上」，一同支持一份團結香港的精神，並募集他的競選經費。
惟曾俊華在其競選專頁公布計劃後，FringeBacker網站即「死機」，更一度因反應熱烈而令眾籌網站伺服器出現故障。 首四日眾籌已有超過2萬捐款人支持，一共籌得超過$420萬港元，最終30日期限結束後，合共有約2.6萬捐款人支持，一共籌得約$514萬港元。

### 正式公佈政綱

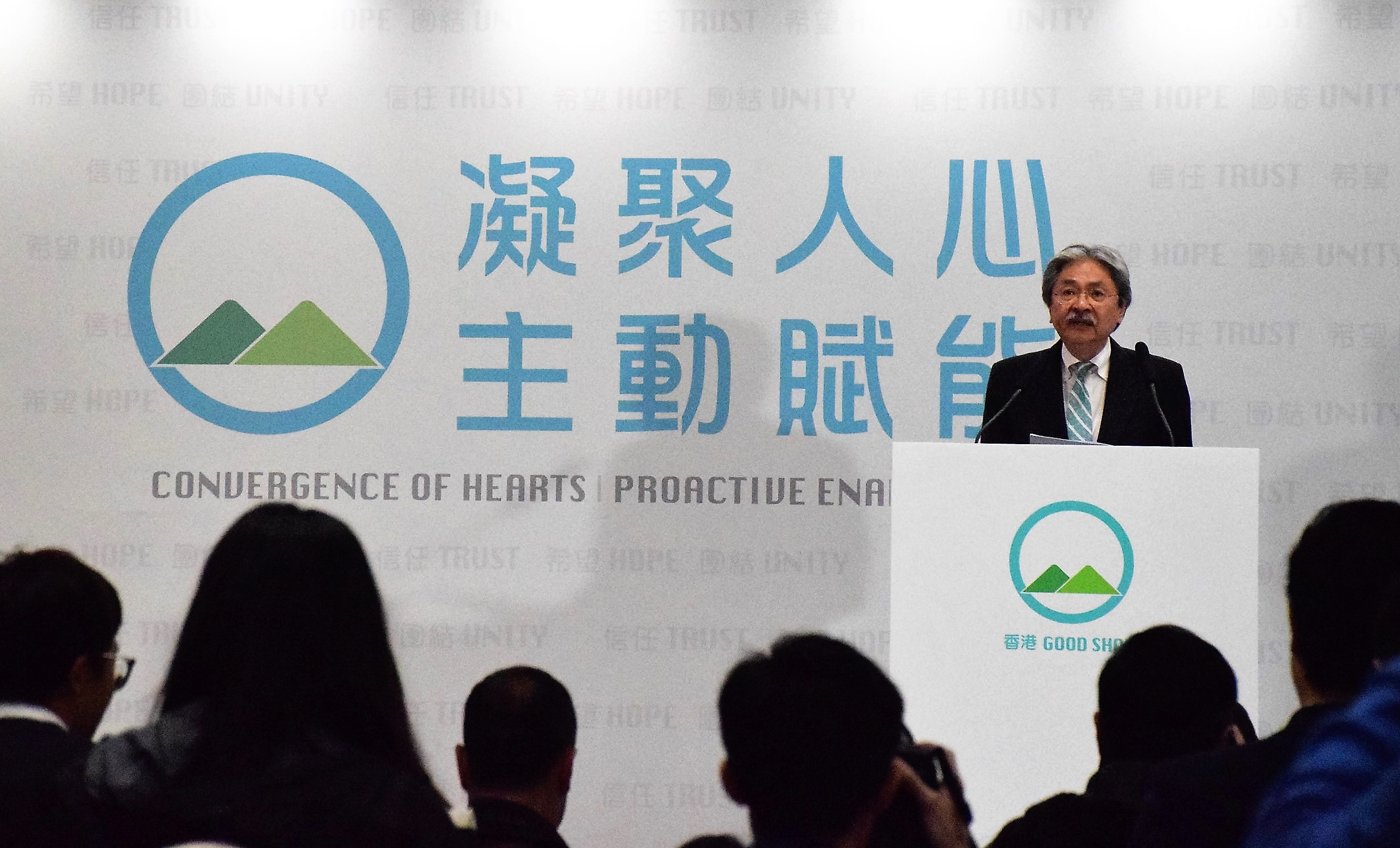
曾俊華公佈政綱

繼其主要對手林鄭月娥於2017年2月3日舉行大型造勢會之後，曾俊華於同月6日公佈其政綱，但其中在政制發展一項中引起民主派人士之間的極大爭議。
在政改方面，他未有提及在人大831框架外重啟政改，僅稱下一屆特區政府必須以最大的決心和勇氣，重新啟動修改行政長官產生辦法的程序，爭取早日實現「雙普選」，又謂會如實向中央政府反映香港各界意見，為通過政改創造有利條件，疑是為民主派選委提名他搭建下台階。至於在《基本法》第23條立法問題上，他認為香港政府必須履行憲制責任，他亦表示會汲取2003年立法不成功的經驗，盡力推行23條立法，並以先易後難形式處理，完成一項維護香港和國家安全，並為港人接受的法例。
由於部分民主派人士堅持在任何情況下皆不能就23條立法，認為會嚴重損害他們的人身及言論自由，因此在社交平台上與支持曾俊華的民主派或其他人士展開激烈爭論。其中不少人認為，23條立法乃香港的政治禁忌。建制派均不敢熱心支持，最多只會說「這是香港的憲制責任」的拖延式言論。而曾俊華的高民望，令23條立法似乎會在他的手上獲得支持，從而令他們感到擔憂，認為市民「兩害取其輕」的思想下會導致部分民主派人士開始接納23條立法。

### 情人節曬太太定情信物
2017年2月14日，曾俊華行政長官競選辦公室在社交網絡Facebook發佈了一段影片。 曾黃蓮華於影片內細說由波士頓結識曾俊華至到現在的事件，更拿出了曾俊華親手做給她的定情信物。曾俊華更在貼文上寫上「今日不談一國兩制，只談一生一世」和「＃YouAlwaysAgreeWithYourWife」，明顯嘲弄較早前林鄭月娥上載其丈夫林兆波送給她的「一國兩制情書」。  

### 獲民主派選委提名

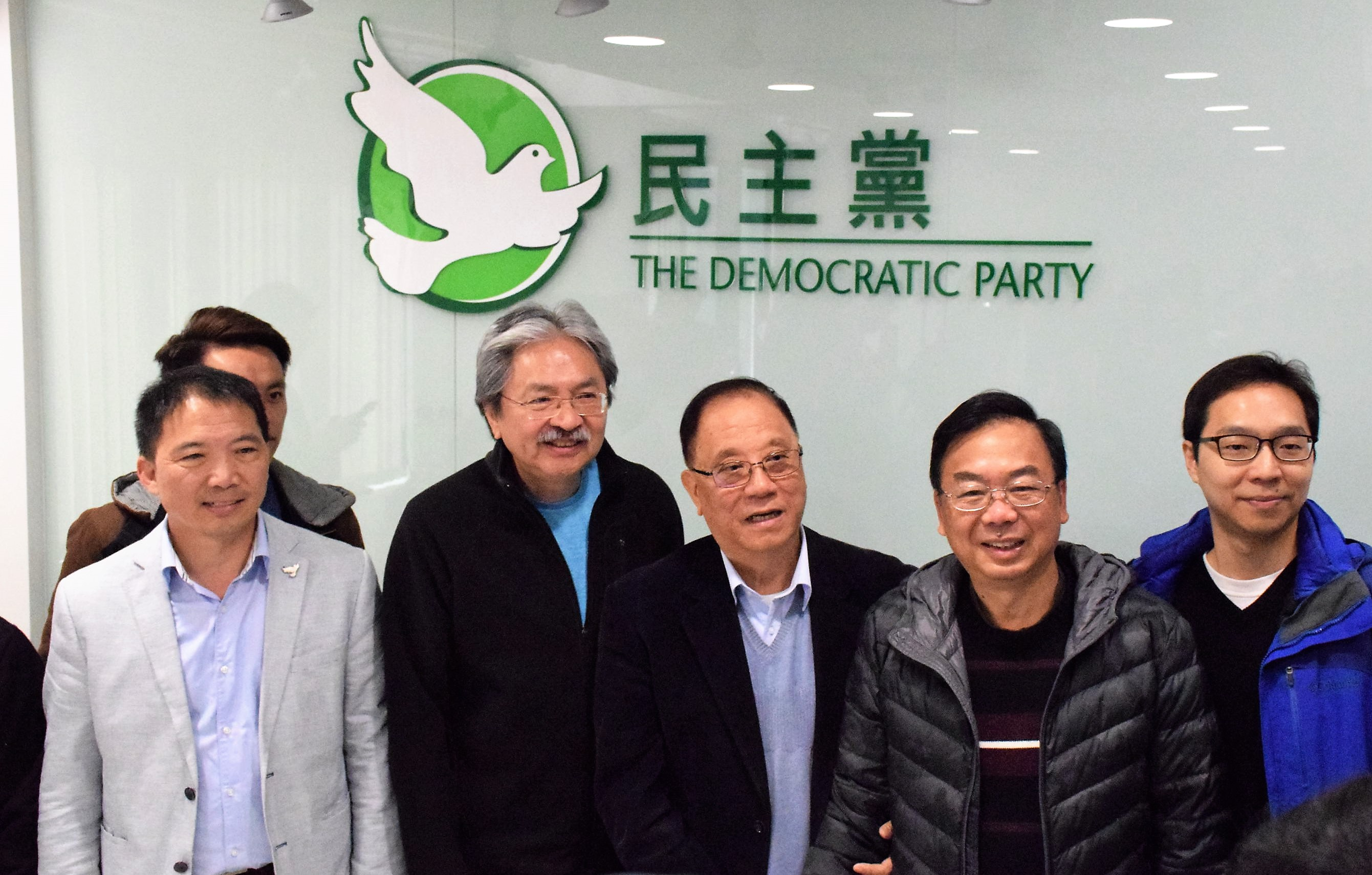
曾俊華與民主黨選委會面，他獲得民主黨的全數選委提名。

2017年2月14日，特首選舉候選人提名期正式開始。曾俊華於同月13日先獲高等教育界5名選委支持，其後在會計界亦獲20名選委支持。然而，他並未有獲得任何建制派選委作出明顯的支持，使他面對提名不足的困境。
同月16日，民主黨7名立法會議員當然選委宣布支持曾俊華，為首次有民主派選委歷史性地支持建制派候選人曾俊華則回應，這是團結社會和化解對立的一個好開始。他亦指自己一直都在爭取不同政治光譜的選委支持，而如果參選人只能獲某一光譜內的選委支持，其日後的管治將面對莫大困難，強調要團結社會必須爭取所有人支持。
他面對的其中一個困局是部分民主派堅拒提名曾支持23條立法的曾俊華，擁有過百票的「民主政綱先決計劃」聯盟於同月17日召開記者會宣布將46票提名予胡國興，使胡國興的提名票更反超曾俊華。此外，曾俊華在商界的提名票亦流失嚴重，只有約20票會提名給曾俊華，使他在提名上面對兩大困局。

### 報名參選
儘管曾俊華在2月24日聲稱「手上只有百多提名票」，但他於2017年2月25日突然到選舉管理委員會遞交選舉提名表格，成為第一个正式競選特首的人士。曾表示已經共取得160張選委提名票，日後仍舊會繼續爭取提名。選舉管理委員會於2月27日確認曾俊華遞交的160張提名票全部有效，曾俊華成為第一個被確認為「入閘」成功的候選人。同日，曾俊華在其Facebook貼文稱下午與競選團隊一齊收看第89屆奧斯卡金像獎頒獎典禮，對典禮中將最佳影片錯頒給《星聲夢裡人》的烏龍表示「未到最後一刻，永不會知道真正結果」。

### 民主300+近全數支持曾俊華
3月20日，「民主300+」商議特首選舉投票取向。立法會議員莫乃光在會後表示，包括法律界的多個未表態的界別會於稍後公布投票意向，皆因業界打算於周三完成選舉論壇後才作公布，以尊重其他候選人，但有關投票傾向大家「心中有數」，估計最終整個「民主300+」會有超過九成選委支持曾俊華。以「民主300+」手握325票計算，即曾俊華至少可取下292票。

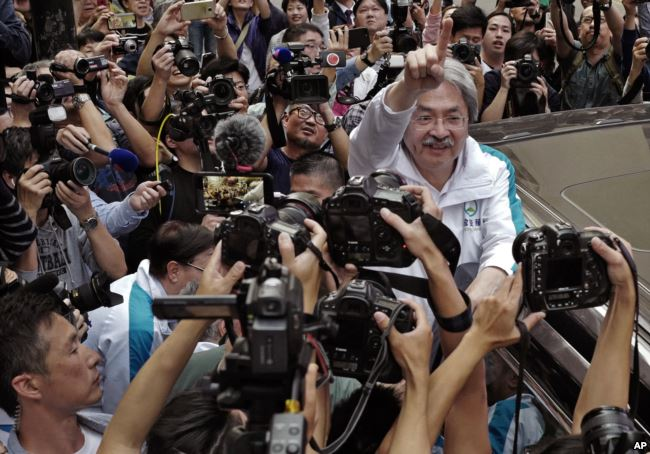
曾俊華落區拉票活動。

## 知名支持人士
- 田北俊 – 自由黨榮譽主席。
- 周梁淑怡 – 自由黨榮譽主席。
- 鍾國斌 – 自由黨黨魁。
- 李鵬飛 – 自由黨創黨主席。
- 歐陽桂慧敏 – 前香港海關關長政務秘書、曾俊華競選辦的行政主管。
- 麥齊光 – 前發展局局長。
- 賴錫璋 – 前政府資訊科技總監。
- 陳慧珊 – 演員，其父陳維寗為曾俊華的中國舞的舞蹈導師及創作人。
- 翁靜晶 – 執業律師。
- 鄭維志 – 現任永泰地產有限公司及永泰製衣國際有限公司主席。
- 劉夢熊 – 前全國政協委員。
- 杜琪峯 - 香港著名電影導演和監製。
- 周潤發 - 知名演員[31]。
- 森美 – 香港商業電台唱片騎師、曾俊華的喇沙書院學弟及劍擊徒弟。
- 歐陽偉豪 – 香港語言學家、香港中文大學中國語言及文學系高級講師。
- 游清源 – 香港資深編輯、電台主持及專欄作家
- 盧安迪 - 國際數學奧林匹克香港代表。
- 余翠怡 – 香港輪椅劍擊運動員
- 林海峰 – 香港商業電台唱片騎師
- 陶傑 – 作家及傳媒人。
- 黃家正 - 鋼琴家。
- 許煒森 - 前香港三項鐵人賽青少年代表
- 郭秉鑫 - 香港資訊科技企業家

## 民意調查
| 調查時期          | 調查來源                              | 樣本數目 | 支持曾俊華 | 在所有候選人中的排名 | 備註                             |
| 2017年            | 2017年                                | 2017年   | 2017年     | 2017年               | 2017年                           |
| ----------------- | ------------------------------------- | -------- | ---------- | -------------------- | -------------------------------- |
| 3月14日－15日@    | Now新聞/嶺大 （页面存档备份，存于）   | 410      | 47.2%      | 1                    |                                  |
| 3月12日－16日@    | 香港01/港大                           | 1,027    | 51%        | 1                    |                                  |
| 3月11日－15日@    | 香港01/港大 （页面存档备份，存于）    | 1,019    | 52.3%      | 1                    |                                  |
| 3月10日－14日@    | 香港01/港大（页面存档备份，存于）     | 1,014    | 51.0%      | 1                    |                                  |
| 3月9日－13日@     | 香港01/港大（页面存档备份，存于）     | 1,014    | 50.6%      | 1                    |                                  |
| 3月8日－13日      | 南華早報/中大 （页面存档备份，存于）  | 1,009    | 46.6%      | 1                    |                                  |
| 3月8日－12日      | Now新聞/嶺大 （页面存档备份，存于）   | 934      | 42.5%      | 1                    |                                  |
| 3月8日－12日@     | 香港01/港大 （页面存档备份，存于）    | 999      | 50.4%      | 1                    |                                  |
| 3月7日－11日@     | 香港01/港大 （页面存档备份，存于）    | 1,005    | 47.5%      | 1                    |                                  |
| 3月6日－10日@     | 香港01/港大                           | 1,010    | 48.5%      | 1                    |                                  |
| 3月5日－9日@      | 香港01/港大（页面存档备份，存于）     | 1,008    | 48.4%      | 1                    |                                  |
| 3月4日－8日@      | 香港01/港大（页面存档备份，存于）     | 1,005    | 46.4%      | 1                    |                                  |
| 3月3日－7日@      | 香港01/港大（页面存档备份，存于）     | 1,027    | 45.4%      | 1                    |                                  |
| 3月2日－7日       | 信報/中大 （页面存档备份，存于）      | 1,018    | 41.2%      | 1                    |                                  |
| 3月2日－6日@      | 香港01/港大 （页面存档备份，存于）    | 1,027    | 47.5%      | 1                    |                                  |
| 3月1日－7日       | 未來@香港/嶺大 （页面存档备份，存于） | 1,014    | 43.9%      | 1                    |                                  |
| 3月1日－5日@      | 香港01/港大 （页面存档备份，存于）    | 1,027    | 46.1%      | 1                    |                                  |
| 2月20日－24日     | 明報/港大 （页面存档备份，存于）      | 1,007    | 39.2%      | 1                    |                                  |
| 2月14日－18日     | Now新聞/嶺大（页面存档备份，存于）    | 1,010    | 39.2%      | 1                    | 梁國雄加入為選項，總人數增至五人 |
| 2月2日－8日       | 南華早報/中大 （页面存档备份，存于）  | >1,000   | 42.5%      | 1                    |                                  |
| 2月1日－4日       | Now新聞/嶺大 （页面存档备份，存于）   | 1,023    | 41.7%      | 1                    |                                  |
| 1月19日－24日     | 明報/港大 （页面存档备份，存于）      | 1,006    | 38.0%      | 1                    | 曾俊華宣布參選                   |
| 1月18日－24日     | 信報/中大 （页面存档备份，存于）      | 1,036    | 33.5%      | 1                    | 曾俊華宣布參選                   |
| 1月12日－15日     | now新聞/嶺大 （页面存档备份，存于）   | 1,103    | 31.3%      | 1                    |                                  |
| 1月4日－10日      | 南華早報/中大 （页面存档备份，存于）  | 1,024    | 27.6%      | 1                    |                                  |
| 2016年            |                                       |          |            |                      |                                  |
| 12月16日－20日    | now新聞/嶺大 （页面存档备份，存于）   | 1,007    | 22.6%      | 1                    |                                  |
| 12月12日－16日    | 信報/中大                             | 1,032    | 32.6%      | 1                    | 曾俊華辭任財政司司長             |
| 12月5日－6日      | 香港01/港大 （页面存档备份，存于）    | 516      | 30.0%      | 1                    |                                  |
| 11月24－29日      | now新聞/嶺大 （页面存档备份，存于）   | 1,052    | 28.0%      | 1                    |                                  |
| 10月28日－11月2日 | now新聞/嶺大 （页面存档备份，存于）   | 1,020    | 28.1%      | 1                    |                                  |
| 10月16日－11月2日 | 信報/中大 （页面存档备份，存于）      | 1,005    | 28.4%      | 1                    | 胡國興加入為選項                 |
| 10月3日－5日      | 端傳媒/中大 （页面存档备份，存于）    | 521      | 32.4%      | 1                    |                                  |
| 9月26日－27日     | 香港01/港大                           | 513      | 28.6%      | 1                    |                                  |
| 1月23日           | 香港01/港大 （页面存档备份，存于）    | 519      | 20.4%      | 1                    |                                  |

## 外部連結
- 曾俊華政綱PDF
- 曾俊華競選籌款計劃 - 曾俊華競選辦公室 - FringeBacker（页面存档备份，存于）
- 曾俊華競選活動官方網站
- 曾俊華競選活動的Facebook專頁